# Бровкіна Алевтина Федорівна
Алевтина Федорівна Бровкіна (Дадонова) (нар. 30 червня 1930, Москва, СРСР) — радянський і російський лікар-офтальмолог, творець російської онкоофтальмологічної школи, доктор медичних наук (1970), лауреат Державної премії СРСР (1984), заслужений діяч науки РФ (1990), лауреат Премії Уряду Російської Федерації (2002), академік РАМН (2004), академік РАН (2013), професор кафедри офтальмології з курсом дитячої офтальмології та орбітальної патології Російської медичної академії післядипломної освіти.

## Біографія
Народилася 30 червня 1930 року в Москві. Дитинство пройшло в Ленінграді, де вчився її батько — партійний працівник. Під час війни перебувала з матір'ю в евакуації у Казахстані, спочатку в Семипалатинську, потім в Алма-Аті. З 1943 по 1948 рік жила в Челябінську, де батька призначили другим секретарем міського обкому партії.
Випускниця Челябінської школи № 1.
У 1954 році з відзнакою закінчила лікувальний факультет Першого Московського Ордена Леніна медичного інституту (1-й МОЛМІ), поступила в інтернатуру по терапії.
Працювала лікарем-офтальмологом в очному відділенні Брянської обласної лікарні, потім офтальмологом в московській клінічній лікарні № 36.
Закінчила клінічну ординатуру Московської очної клінічної лікарні і залишилася працювати там офтальмологом.
У 1965 році захистила кандидатську.
У 1970 році захистила докторську дисертацію.
У 1980 році отримала звання професора.
З 1970 по 2004 рік працювала в Московському НДІ очних хвороб імені Гельмгольца, де пройшла шлях від старшого наукового співробітника до керівника офтальмоонкологічної служби.
У 1976 році організувала перший в країні науково-клінічний відділ офтальмоонкології та радіології, який займався розробкою сучасних методів ранньої діагностики та лікування важкої патології, а також керував і координував роботу 12 регіональних центрів по всій країні.
З 2003 року міський центр офтальмоонкології, очолюваний А. Ф. Бровкіною, перейшов у структуру Московської очної клінічної лікарні на Мамоновському провулку, 7, що є науково-педагогічною та лікувальною базою РМАНПО.
Працює професором кафедри офтальмології з курсом дитячої офтальмології та орбітальної патології Російської медичної академії післядипломної освіти.

## Сім'я
Чоловік — Нестеров Аркадій Павлович (1923—2009), лікар-офтальмолог, академік РАМН, заслужений діяч науки РРФСР.

## Наукова діяльність
А. Ф. Бровкіна є автором понад 420 наукових праць, з них 18 книг, монографій і підручників для студентів медичних вузів. Під її керівництвом виконано 32 кандидатські та 10 докторських дисертацій з офтальмоонкології і орбітальної патології.

### Нагороди та досягнення
- Державна премія СРСР[1] (1984),
- Заслужений діяч науки РФ[1] (1990),
- Орден Дружби народів,[1]
- Премія Уряду Російської Федерації[1] (2002).

### Членства у професійних товариствах
- член президії загальноросійської Асоціації лікарів-офтальмологів[9],
- член Московського наукового товариства офтальмологів,
- член редколегій ряду фахових журналів.

### Вибрані праці
- Бровкина А. Ф. Новообразования орбиты. — Москва: Медицина, 1974. — 256 с.
- Опухоли и опухолеподобные заболевания органа зрения: Материалы всесоюз. конф., Таллинн, 18-20 апр. 1989 г. / [Редкол.: А. Ф. Бровкина (отв. ред.) и др.]. — М.: Б. и., 1990. — 191 с.
- Дифференциальный диагноз заболеваний и травматических повреждений орбиты с помощью компьютерной томографии: Метод. рекомендации / М-во здравоохранения РСФСР; [Сост. А. Ф. Бровкина, В. В. Вальский]. — М.: Б. и., 1991. — 12 с.
- Бровкина А. Ф. Болезни орбиты. — М. : Медицина, 1993. — 238 с.; ISBN 5-225-01964-1.
- Офтальмоонкология / Под ред. А. Ф. Бровкиной. — М.: Медицина, 2002. — 420 c.; ISBN 5-225-04157-4.
- 190 лет. Московская глазная больница: основана 26 января 1826 года: сборник научных трудов / ГБУЗ ГКБ им. С. П. Боткина ДЗМ, Фил. № 1 «Офтальмологическая клиника», ГБОУ ДПО Российская мед. акад. постдипломного образования, Каф. офтальмологии; [отв. ред. А. Ф. Бровкина]. — Москва: Апрель, 2016. — 447 с.; ISBN 978-5-905212-61-1